# آدم وجميلة (مسلسل)
آدم وجميلة، مسلسل تلفزيوني مصري عرض في رمضان 1434هـ/2013م.

## قصة المسلسل
شبت (جميلة) في بيت عمها ووسط زوجته وابنته، وبالرغم من فقدها لوالديها ونشأتها في بيت رجل حاقد غرور يتملكه الطمع وحب المال والنفوذ إلا أنها تعلمت الصبر وتشكلت بالحب والحنان.... تبعدها الأيام عن (آدم) رفيق طفولتها الذي يجبره والده على الزواج من امرأة ثرية لتحقيق مصالحه وأطماعه الشخصية، تشاء الأقدار أن تجمعهما الأيام مرة أخرى إلا أن صراع الأهل وطمعهم تحول بين ارتباطهما مرة أخرى.

## بطولة
| عائلة أدم - حسن الرداد:ادم - حسين الإمام:مدحت - بثينة رشوان:اقبال (بيلا) - ميار الغيطي:إيمان - ميرهان حسين:نهى زوجة آدم - تامر شلتوت:أحمد زوج عزة - مي القاضي:عزة - إلهام عبد البديع:دينا - أسماء سعيد:أقبال شابة - عبد الرحمن ياسر:ادم طفل - إبراهيم سليمان:مدحت شاب - ياسين هاني:ادم 5 سنوات - ناني الديب:كاميليا أخت مدحت | عائلة جميلة - يسرا اللوزي:جميلة /فاطمة الأم - أحمد صيام:محمود عم جميلة - حنان سليمان:فريدة زوجة محمود - تيسير عبد العزيز:وفاء بنت محمود - حسن عيد:خالد ابن محمود - جمال إسماعيل:جد جميلة - حسن نجيب:عامر والد جميلة - ملك ياسر:جميلة طفلة - أسامة فوزي :محمود شاب | أصدقاء عائلة أدم - يوسف فوزي:إبراهيم مجاور أخو مها - زكي فطين عبد الوهاب:فهمي حسان والد نهى - عفاف رشاد:إلهام والدة نهى - حنان يوسف:سميرة والدة ناني - دنيا المصري:ناني صديقة عزة - رشا أمين:مها زوجة مدحت الثانية - خالد عليش:عصام صديق أدم وحبيب دينا - محمد خطاب:شريف أبن فهمي وزوج إيمان - حنين:زينة حفيدة إبراهيم - ثراء جبيل:امل زميلة ادم - صفاء رستم:ام أمل زميلة أدم | أصدقاء عائلة جميلة - حمادة بركات:حسام - مصطفى حمزة:ياسر - سلمى الديب: حنان - علاء زينهم:المحامي فهيم - نادية العراقية:أنهار والدة حنان |

| - عزة جمال:سماح الصيدلانية - سونيا مهدي:ليلى صديقة إبراهيم - وفاء قمر:أمل الصيدلانية - أشرف حمدى:ماجد أخو ليلى - شريف العجمى:كريم خطيب إيمان السابق - بيومي فؤاد:سعيد مدير البنك - انجي القمبشاوي:يارا صديقة شريف - عبد الرحمن قابيل:صديق ايهاب - عاصم سامي:فؤاد مدير المستشفى - حسن الأسمر:عطية الغفير - سمير حكيم:علي - أيمن الشرقاوي:جمال سائق مدحت | - ناني سعد الدين:سامية خادمة بيت آدم - محمد عبد الهادي:عامل بالشاطئ - حازم فؤاد: رأفت المحامي - وليد فيكتور:ضابط المباحث - حسام الرفاعي:دكتور - أحمد فوزي:عادل السكرتير - إسلام التركي:ضابط - عهدي السنان:بواب - يوسف محيي الدين:العريس - عماد الطيب:وليد شاهد الحادثة - شيري:عائشة خادمة إبراهيم - أشرف خاطر:سائق فهمي | - سيد الشرقاوي:عامل الجراج - محمد جان:المأذون - محمد الدسوقي:مأذون - عبد السلام الدهشان:د. رمزي - إيهاب أباظة:ضابط شرطة - محمد عبد الفتاح:وكيل نيابة - محمد أمين: محامي سامح - أسامة عبد الله: محمد النصيري القاتل - عمرو فريد: وكيل النيابة - سيد الأباصيري: هاشم خال ناني - هاني إبراهيم:رئيس النيابة - أحمد النمرسي: ضابط مباحث | - غادة فلفل: دكتورة سهام - بوسي صالح:سكرتيرة مدحت - سامر المنياوي: صبري الجرسون - حمدي السخاوي:رأفت المحامي - إحسان ترك:د. رامي - أمل عرنوس:سكرتيرة مدحت - عادل شعبان:نبيل مدير الشركة - سيد الطيب:عاطف المقاول - حنان حامد:الخادمة - سعفان:مأذون - خالد صلاح: د. حمزة - زناتي حسني: سائق إبراهيم |

## وصلات خارجية
- آدم وجميلة على موقع قاعدة بيانات الأفلام العربية